# 르네 그루세
르네 그루세(프랑스어: René Grousset, 1885년 9월 5일 ~ 1952년 9월 12일)는 프랑스의 역사학자로, 파리의 세르뉘시 미술관과 기메 박물관의 학예사로 지내기도 했으며, 명망 있는 아카데미 프랑세즈의 회원이었다. 그는 아시아와 동양 문명들에 대한 유명한 책을 여러권 썼는데, 그 중 가장 유명한 것은 『십자군의 역사』(Histoire des Croisades, 1934-1936)과 『유라시아 유목제국사』(L'Empire des Steppes, 1939. 김호동·유원수·정재훈 옮김, 서울, 사계절, 1998.)으로, 이 두 책은 해당 학문의 고전이라는 평가를 받는다.

## 삶
1885년 그는 프랑스 가르주 아우베이에서 태어났다.
몽펠리에 대학교의 역사 학부를 졸업했다. 그는 제1차 세계 대전 기간 동안 프랑스 군대에서 복무했다. 1925년에 파리 기메 미술관의 관리 위원(conservator)과 아시아 저널(Journal asiatique)을 겸임했다. 그의 아시아와 동양 문명들에 대한 대표작 중 다섯 권은 1930년 이전에 출간된 것이었다. 1933년부터 그는 파리의 세르뉘시 박물관장과 그 곳의 아시아 미술 소장품의 큐레이터를 겸임하게 되었다. 이때 그는 중세 중국의 승려 현장에 대한 책을 썼는데, 여기에는 그가 북인도에 있는 날란다의 불교 대학을 방문한 것을 강조하기 위한 의도가 약간 담겨있었다.
제2차 세계 대전 발발 전에 그는 『십자군의 역사』와 『유라시아 유목제국사』를 출판했다. 비시 프랑스 치하에서 그는 직위를 잃었지만, 전쟁의 와중에도 개인적으로 연구를 계속해 중국과 몽골에 대한 책들을 출한했다. 프랑스 해방의 이듬해에 그는 세르뉘시 박물관의 큐레이터로 복직되었고, 기메 미술관의 큐레이터로도 임명되었다. 1946년, 르네 그루세는 아카데미 프랑세즈의 회원이 되었다. 1946년부터 1949년 사이에 그는 마지막으로 소아시아와 근동 지역에 대한 네 권의 책을 출판했다.
르네 그루세는 몽파르나스 공동묘지에 안장되었다.

## 저서들
- 1922년 Histoire de l'Asie, 4 vol., Paris: G. Crès & cie.
- 1923년 Histoire de la philosophie orientale
- 1924년 Le réveil de l'Asie
- 1926년 L'épopée des Croisades
- 1928년 La Grèce et l'Orient, des guerres médiques à la conquête romaine
- 1929년 Histoire de l'Extrême-Orient

Sur les traces de Bouddha, tableau du VIIe siècle bouddhique
(영어) In the Footsteps of the Buddha. JA Underwood (trans) Orion Press. New York (1971)
- 1929년 ~ 1930년 Les civilisations de l'Orient, 4 vol.
- 1931년 Les philosophies indiennes
- 1934년 ~ 1936년 Histoire des Croisades et du royaume franc de Jérusalem, 3 vol.
- 1936년 L'art de l'Extrême Orient : paysages, fleurs, animaux
- 1937년 De Venise à Pékin au XIVe siècle : Odoric de Pordenone (H. Demoulin-Bernard과 공저)
- 1939년 Les sculptures des Indes et de la Chine

L'empire des steppes : Attila, Gengis-Khan, Tamerlan. Paris: Editions Payot.
(영어) The Empire of the Steppes. (tr., Naomi Walford). New Brunswick: Rutgers University Press. (1970).
(한국어) 『유라시아 유목제국사』, 김호동·유원수·정재훈 옮김, 서울, 사계절, 1998.
- 1941년 L'empire mongol

L'Asie orientale, des origines au XVe siècle (Jeannine Auboyer, Jean Buhot과 공저)
- 1942년 Histoire de Chine
- 1944년 Le conquérant du monde : vie de Gengis-Khan

(한국어) 『칭기즈칸』, 최한식 옮김, 정음문화사, 1992.
(한국어) 『칭기즈칸의 생애』, 김정수 옮김, 간디서원, 2006.
- 1945년 L'Europe orientale de 1081 à 1453 (C. DIehl, R. Guilland, L. Oeconomos과 공저)
- 1946년 L'empire du Levant : histoire de la question d'Orient

Bilan de l'histoire
- 1947년 Histoire de l'Arménie des origines à 1071
- 1948년 De la Grèce à la Chine
- 1949년 Figures de proue
- 1950년 Les premières civilisations (그의 저작들을 모은 것)

De l'Inde au Cambodge et à Java (J. Auboyer과 공저)
- 1951년 De la Chine au Japon

## 같이 보기
- 유라시아 스텝